# SN 2006jy
SN 2006jy – supernowa typu Ia odkryta 4 października 2006 roku w galaktyce A010256+0010. W momencie odkrycia miała maksymalną jasność 21,70m.